# Gamut

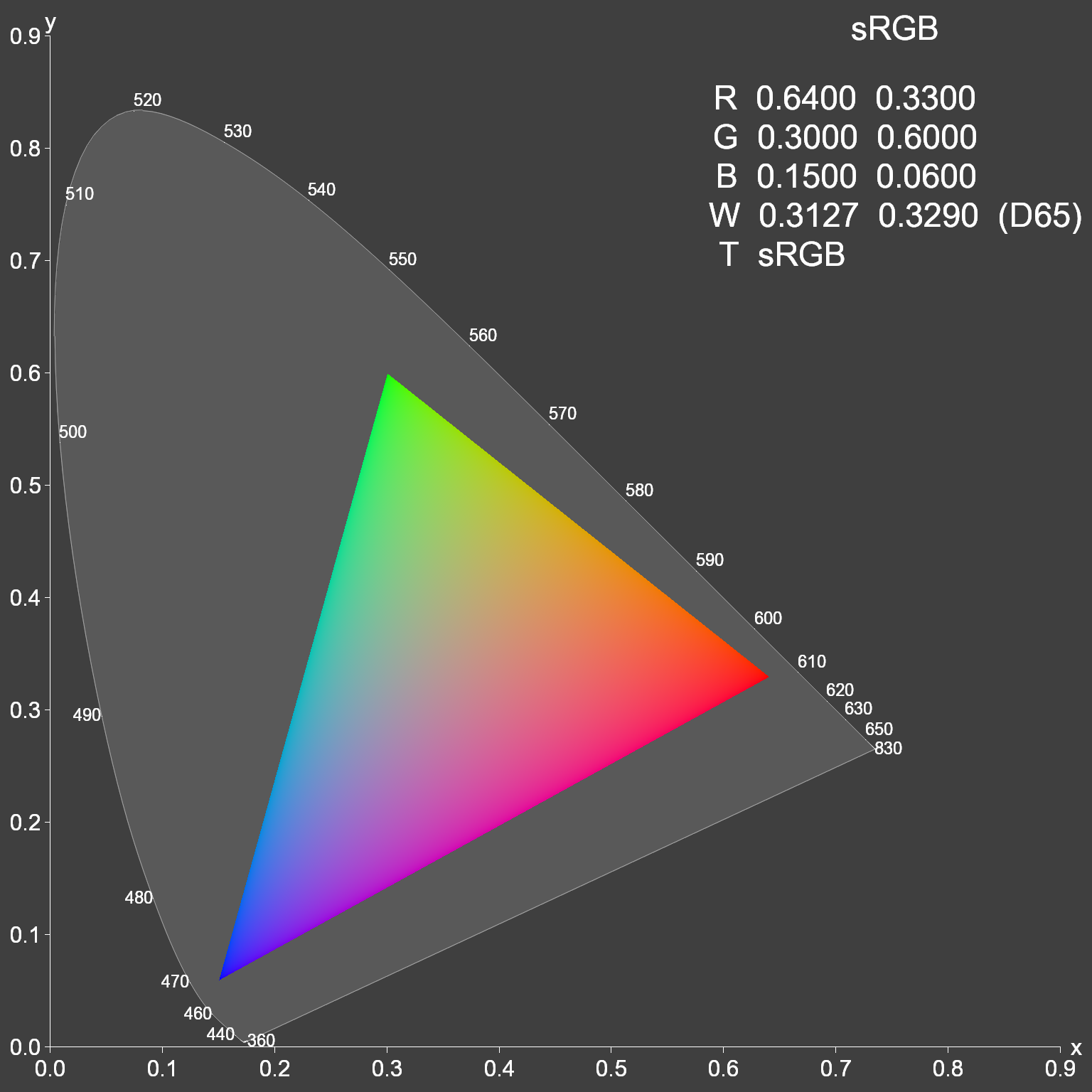
Typický CRT gamut RGB

Chromatický diagram CIE 1931

Gamut, resp. barevný gamut, je dosažitelná oblast barev v určitém barevném prostoru. Barvy mimo tuto oblast lze v daném barevném prostoru zobrazit jen přibližně. K jejich přibližnému zobrazení se používají různé zobrazovací záměry.
Barevný gamut si můžeme představit jako množinu zobrazitelných hodnot z určitého barevného prostoru. Pro potřeby počítačového zpracování, zobrazování či třeba tisku obrazu jsou tak definovány absolutní barevné více či méně standardizované prostory. Většina bude určitě znát sRGB (který odpovídá také Rec. 709 nebo HDTV) nebo z něj vycházející a širší AdobeRGB. Barevný gamut bývá typicky porovnáván s rozsahem těchto standardů. Občas je zaměňován s počtem zobrazených barev (populární bity – „8bitový, 6bitový nebo 10bitový monitor“). Zatímco to, kolik bitů máte pro barevnou složku (R, G, B) ovlivňuje množství zobrazitelných odstínů (pro 8 bitů tedy 16,7 mil., pro 10 bitů pak 1,07 mld.) a plynulost přechodů (pro 8 bitů je to 256 odstínů jedné barvy, pro 10 pak už 1024), gamut udává sytost. Můžete mít tedy monitor, který má například jen tříbitové barvy, ale může mít široký gamut – červenou, modrou a zelenou klidně třeba až za hranicí AdobeRGB.
V barevné reprodukci, zahrnující počítačovou grafiku a fotografii, je gamut zajisté kompletní podskupinou barev. Nejběžnější využití odkazuje na podskupinu barev, které mohou být přesně zastoupeny v daných situacích, jako například v daném barevném modelu nebo v určitých výstupních zařízeních. Další význam, méně používaný, ale nijak nesprávný, odkazuje na kompletní sadu barev nalezenou v obraze v daném čase. V této souvislosti, digitalizace fotografie, převádění digitalizovaného obrazu do různých barevných modelů nebo jejich výstup do dané jakosti, využívající určité výstupní zařízení, zpravidla změní jejich gamut, ve smyslu, že některé barvy z původního obrazu se ztratí během procesu.
Gamut popisuje, jaké barvy je dané zařízení schopné zobrazit, případně zaznamenat.
V teorii o barvě je gamut nějakého zařízení nebo postupu ta část barevného modelu, která může být zastoupena nebo reprodukována. Obecně je barevný gamut specifikován v rovině odstín–sytost. Mnohá zařízení jsou schopna vytvořit barvy s širokým rozsahem intenzity v rámci jejich barevného gamutu, navíc pro odčítací barevná zařízení, například polygrafická. Rozsah intenzity dostupné v daném zařízení pro většinu částí nesouvisí s jejich osvětlením.
Když určité barvy nemohou být zobrazeny v mezích určitého barevného modelu, tak se nazývají barvy mimo gamut. Například čistá červená, která je obsažená v barevném modelu RGB, je „mimo gamut“ v barevném modelu CMYK. Zařízení, které je schopno přenést (reprodukovat) veškeré viditelné barevné spektrum, je něco jako Svatý grál ve výrobě a vývoji barevných displejů a v polygrafických procesech. Zatímco moderní techniky umožní stále větší a lepší přiblížení, jejich složitost je často dělá neproveditelnými.
Co je „dost dobré“, je určováno hranicemi lidského vnímání.

## Původ termínu
Termín gamut byl převzat z oblasti hudby, kde znamenal sadu výšek (angl. set of pitches), z kterých je hudební melodie složena. Shakespeareovo použití termínu ve hře Zkrocení zlé ženy (1594) je někdy přisuzováno jinému autorovi-muzikantovi, Thomasu Morleymu. V roce 1850 byl tento termín použit k popisu škály barev nebo odstínů, například Thomasem De Quincey, který napsal: „Porphyry, I have heard, runs through as large a gamut of hues as marble.“
Pro zpracování digitálního obrazu je nejvýhodnějším barevným modelem k použití model RGB. Před vytisknutím obrazu je nutné převést obraz z původního RGB barevného modelu na tiskařský model CMYK. Během tohoto procesu musí být barvy z RGB modelu, které jsou „mimo gamut“, převedeny do přibližných hodnot v rámci gamutu barevného modelu CMYK. Jednoduchým seříznutím těch barev, které jsou mimo gamut, k těm nejbližším barvám v určeném místě lze vylepšit obraz (doostření, lepší kontrast…).
Existuje několik algoritmů přibližujících tuto přeměnu, ale žádný z nich nemůže být úplně dokonalý, protože tyto barvy jsou jednoduše mimo schopnosti cílového zařízení. A proto správné určení barev, které jsou mimo gamut cílového barevného modelu v obraze, jak je jen možné během zpracování, je rozhodující pro kvalitu konečného výsledku.

## Představení gamutu
Gamuty jsou běžně představovány jako místa v CIE 1931 kolorimetrickém trojúhelníku, který je ukázán napravo, se zakřivenými okraji, vyjadřující barvy. Gamutové oblasti obvykle mají trojúhelníkový tvar, protože nejbarevnější reprodukce se vytváří se třemi základními barvami. Nicméně, dosažitelný gamut závisí na jasu; plný gamut musí být tedy předváděn v trojrozměrném prostoru, viz dole:
|  |
|  |

Obrazy nalevo ukazují gamuty RGB barevného prostoru (nahoře), jako například na monitorech počítačů, a reflexních barev v přírodě (dole). Kužel nakreslený v šedivém se zhruba shoduje s CIE diagramem napravo, jas je zvětšený. Osy v těchto diagramech jsou odpovědné za účinky na čípky sítnice v lidském oku při short-wavelength (krátké vlnové délce), middle-wavelength (střední vlnové délce) a long-wavelength (dlouhé vlnové délce). Další písmena ukazují na black (černou), red (červenou),green (zelenou), blue (modrou), cyan (modrozelenou), magenta (fuchsiovou),yellow (žlutou) a white (bílou) barvu. (Poznámka: Tyto obrázky nejsou přesně v měřítku.)
Gamut barevného modelu CMYK je, v ideálním případě, přibližně stejný jako gamut pro RGB, s mírně rozdílnými vrcholy, závisejícími jak na přesných vlastnostech barvy, tak na světelné složce. V praxi, díky způsobu rastrového tisku, barvy reagují vzájemně a s papírem a díky jejich neideální spektrální absorpci je gamut menší a má zakulacené rohy. Gamut reflexních barev v přírodě má podobný, jen více zakulacený tvar. Objekt, který odráží jenom úzký pás vlnové délky bude mít barvu blízkou hraně z CIE diagramu, ale bude mít současně velice nízkou jasovou složku. Při vyšší jasnosti je dosažitelná oblast v CIE diagramu menší a menší, až k samotnému bodu bílé barvy, kde všechny vlnové délky jsou odráženy na 100 procent. Přesné souřadnice bílé barvy jsou samozřejmě určeny barvou světelného zdroje.

## Omezení barevného vyjádření
Barevný gamut většiny řádů může být rozuměn jako výsledek potíží vytvářejících čisté světlo jedné vlnové délky (jednobarevného). Nejlepším technologickým zdrojem (téměř) monochromatického světla je laser, který je drahý a nepraktický pro mnoho zařízení
(jak se laserová technologie zlepšuje, stává se přístupnější a levnější, takže cena již nebude důvodem pro nevyužití laseru).
Většina zařízení, jiných než laserových, zpodobňuje vysoce syté barvy s více nebo méně hrubým přiblížením, která zahrnuje světlo s rozsahem vlnových délek v rozmezí požadovaných barev. To může být zřetelné v některých odstínech více než v druhých.
Zařízení, která používají aditivní míchání barev (doplňkové), obvykle mají barevný gamut, který má tvar konvexního mnohoúhelníku v rovině odstín, jas a sytost. Vrcholy mnohoúhelníku mají tu nejsytější barvu, kterou dokáže zařízení vytvořit. U zařízení s subtraktivním míchání barev je barevný gamut častěji v nepravidelném tvaru.

## Porovnání různých zařízení
Následuje seznam představující barevná zařízení více nebo méně uspořádaných od velkého k malému barevnému gamutu:
- Laserový video projektor využívá tří laserů k vytvoření nejširšího gamutu, možného v dnešních zobrazovacích jednotkách, odvozený od skutečnosti, že lasery vytváří věrně monochromatické barvy. Zařízení pracuje buď pomocí skenování celého obrázku, všech bodů najednou a následného působení laseru přímo a o vysoké frekvenci, stejně jako elektronové paprsky v CRT, anebo pomocí optického rozprostírání a následného působení laseru a skenování linek najednou, linky samy o sobě budou působit stejně jako v Digital Light Processing.
- Fotografický film může zobrazit větší barevný gamut než typický televizor, počítač nebo systém domácího kina[3]
- Laserová světelná show využívá lasery k výrobě téměř monochromatického světla, barev daleko více nasycených než se vyrábějí v jiných zařízeních. Nicméně, míchání odstínů k výrobě méně sytých odstínů je složité. Navíc, taková zařízení jsou komplikovaná, drahá a nevhodná jako hlavní zobrazovací jednotka.
- Obrazovka (CRT) a podobné video displeje mají zhruba trojúhelníkový barevný gamut, který pokrývá důležitou část viditelného barevného spektra. Obrazovky mají omezení vyplývající z uvnitř použitých luminoforů, které vytvářejí červené, zelené a modré světlo.